# Ogcodes deserticola
Ogcodes deserticola este o specie de muște din genul Ogcodes, familia Acroceridae. A fost descrisă pentru prima dată de Paramonov în anul 1957. Conform Catalogue of Life specia Ogcodes deserticola nu are subspecii cunoscute.